# آن تومبكينز
آن تومبكينز (بالإنجليزية: Anne Tompkins)‏ هي محامية أمريكية، ولدت في 1962.